# Synodontis membranacea
Synodontis membranacea (Синодонтіс мембрановий) — вид риб з роду Synodontis родини Пір'явусі соми ряду сомоподібні. Інша назва «широковусий синодонтіс».

## Опис
Загальна довжина сягає 46 см (в акваріумі — до 30 см). Голова коротка, трохи сплощена зверху й сильно стиснута з боків. Очі відносно великі. Рот помірно широкий. Є 3 пари вусів, з яких на нижній щелепі є широкими і короткими, з широкою мембраною. Звідси походить назва цього сома. Зуби короткі на обох щелепах. Зяброві щілини доволі довгі. Спинний плавець високий, з короткою основою, 1 довгим жорстким променем. Грудний плавець витягнутий, з короткою основою, з колючками на променях. Жировий плавець високий та довгий. Хвостовий плавець роздвоєно.
Голова темно-сірого кольору. Вуса чорного кольору. Спина, боки, спинний та жировий плавці світло-сірого кольору. Черевна область від темно-сірого до чорного забарвлення. Молодь такого самого кольору, але з блідими темними плямами та тілі й великими чіткими чорними плямами на променях плавців.

## Спосіб життя
Зустрічається у річках з прозорою водою та піщано-мулистим ґрунтом. Тримається нижніх шарів води, на глибині та біля берегу. Здатний видавати особливі звуки. Вдень ховається в різних укриттях: серед каміння та корчів, у гротах. Активний уночі. Живиться зоопланктоном, наземними комахами, донними ракоподібними, молюсками, детритом.

## Розповсюдження
Мешкає у річках Сенегал, Гамбія, Вольта, Нігер, Ніл, озері Чад.